# Greater Cahokia
Greater Cahokia er den samlende betegnelse for mississippi-kulturens forhistoriske storby Cahokia, Illinois, samt de over 200 anlagte jordhøje:2  og by- og landbrugs-områder,:211  der strakte sig ca. 14 km vest for byen i et smalt bælte.:210 
Greater Cahokia dækkede et areal på mindst 15 km2, hvoraf en lille del lå vest for Mississippi River i Missouri.:243  I storhedstiden (ca. 1050 til 1100) var Greater Cahokia nok befolket af mellem 10.000 til 15.500 borgere.:130 
Områder op til 50 km væk var tilknyttet Greater Cahokia. Sydpå lå bl.a. et stort landbrugsområde, Richland Complex, og i øst rejste jordhøjene med tempelkomplekset Emerald Acropolis sig.:23  Mitchell Site var anlagt 10 km nordpå.:38 
Arkæologer opdeler Greater Cahokia i tre distrikter med diffuse grænser, der hver især havde et tættere bebygget areal omkring anlagte jordhøje: Fra øst mod vest er der Cahokia distriktet, East St. Louis distriktet og St. Louis distriktet i Missouri. De to sidste distriktsnavne skyldes, at både det moderne East St. Louis og St. Louis er grundlagt oven på de indfødte amerikaneres byarealer fra det 11. århundrede.:1  Af samme grund er udelukkende flere af Cahokias menneskeskabte jordhøje forholdsvis intakte.:256 

## Greater Cahokia

### Generelt om Greater Cahokia
Fælles for Greater Cahokias tre distrikter var deres hurtige og overraskende opståen i et landskab præget af vand i form af Mississippi River, mindre vandløb, søer, sumpe og vandfyldte lånehuller:254  samt underjordiske bække i kalkstenshuler.:30  Vådområderne og de omgivende arealer menes at have været tillagt hellige kræfter eller magiske egenskaber af Greater Cahokias grundlæggere, og det var nok afgørende for placeringen af deres byer og templer på stedet.:33 
Distrikterne var topstyret af politiske/religiøse ledere i et brud med fortiden.:135 
Byernes sammensatte og til start voldsomt voksende befolkninger:258  boede i grenhytter med et sænket gulv:112  og stråtækt tag.:256  En af mississippikulturens nyskabelser var gravede render i bygningernes omkreds til støtte for præ-fabrikerede ydervægge af flettede grene eller rør.:108  I hvert distrikt stod der desuden iøjnefaldende templer, runde svedehytter og huse af forskellige størrelser og typer. I nogle af bygningerne opbevarede stedets religiøse ledere nok ceremonielle genstande, mens andre tjente som f.eks. små forrådskamre.:257 
Store, åbne pladser:23  mellem monumentale jordhøje:256  samt placeringen af høje og op til en meter tykke markørpæle ved templer og gravhøje var også et fællestræk for de tre distrikter.:141  Flere hundrede afdøde,:148  deriblandt et fåtal fremtrædende folk, blev begravet i især jordhøje med en smal højderyg i længderetningen.:260 
Lånehuller med et areal på op til 12 hektarer lå spredt i Greater Cahokia.:179  Det var derfra jorden og prærieslammet til højene var taget. Visse af dem var nok bevidst gravet rummelige nok til at forvandle dem til store vandhuller med fisk i, når Mississippi River gik over sine bredder.:256  Byboerne benyttede andre af lånehullerne som lossepladser:188  og latrin-områder.:268 
Hvert distrikt havde et eller flere perleværksteder, hvor man fremstillede tusindevis af kunstperler af bl.a. konkylier fra den Mexicanske golf.:78 
Dyrket majs og anden avl fra haven, fisk, svømmefugle samt vildt udgjorde hovedparten af kosten for de arbejdende bybefolkninger.:260  Under folkefester på de centrale bypladser som afslutning på fuldførte ceremonier svælgede indbyggerne i rådyr, svaner, præriehøns og store fisk.:274 
Røgofre til de øverste magter i form af brændte majskolber viklet ind i vævet stof er fundet flere steder i Greater Cahokia. Rester af talrige nedbrændte hytter forklares med hyppige fornyelses-ritualer, hvor cahokianerne med forsæt skilte sig af med alt det gamle.:219 
Da Greater Cahokia begyndte at gå i opløsning efter 1150, afskærmede man de politiske/religiøse lederes bykvarterer fra de omgivende samfund med et højt hegn eller en palisade.:473 
Efter senest 1275 var det storfamilier og frivillige fællesskaber, der stod for initiativerne og aktiviteterne i Greater Cahokia. Væk var topstyringen og med den også elitens prangede bygninger og de overdådige perle-begravelser af folk af rang.:9  Befolkningstallet var nok halveret fra 1050, så der levede mellem 5.000 og 7.000 folk i regionen.:7 
Inden 1350 var Greater Cahokia stort set affolket.:470 

### Cahokia distriktet
Storbyen Cahokia lå knap 12 km øst for Mississippi River. Den var centrum i klart det største distrikt af samme navn med et areal på mindst 10 km2.:211  Det strakte sig vestpå i en tynd forgrening langs Horseshoe Lake og gled over i East St. Louis distriktet ca. otte km borte.:210 
Af Cahokias omkring 120 jordhøje:410  er Monks Mound den mest monumentale med en højde på ca. 30 meter og skabt af over 600.000 m3 jord båret hen til højen i kurve.:188  Et antal bygninger knejsede på højens flade top.:258  Det største hus eller tempel havde et gulvareal på mere end 400 m2 (dog muligvis overgået af en 1200-tals bygning på 800 m2).:260  En 24 hektar stor, planeret centerplads (Grand Plaza) strakte sig umiddelbart syd for Monks Mound.:143  Fra det store torv kunne man gå tørskoet gennem et sumpet område til gravhøjen Rattlesnake Mound en km sydpå ad en anlagt, hævet vej.:28 
Omkring to km2 af Cahokia distriktets areal var tætbebygget med mindst 400 strukturer per km2. Resten var et mere åbent terræn med beskedne hytter, haver, åbne pladser, gravede lånehuller, jordhøje og naturlige vådområder.:256 
Mindst syv perleværksteder har været aktive i distriktet. :72 
En mere end tre km lang palisade:473  afskærmede Grand Plaza og Monks Mound fra de mere jævne kvarterer engang efter 1150.:478 
Omkring 1160 lagde en storbrand flere kvarterer øde,:715  muligvis som en kontrolleret handling sådan som det skete i East St. Louis distriktet.
Cahokias elite konstruerede det første ”Woodhenge” af mindst fire mellem 1100 og 1200.:14  Ved hjælp af aflæsninger på en kæmpecirkel af opstillede pæle kunne de fastslå f.eks. solhverv og jævndøgn.:12 
Indbyggertallet faldt til højst 4.500 over midten af 1200-tallet efter en generel udvandring. De tilbageblevne trak deres bebyggelser sammen i mindre klynger.:472 
Lige før eller noget efter indgangen til 1300-tallet var Cahokia stort set affolket.:467 

### East St. Louis distriktet
East St. Louis distriktet var det mellemste distrikt med et areal på ca. 2,9 km2.:256  Det lå ca. otte km fra Cahokia mod øst og med Mississippi River to km vestpå. Af alle mississippikulturens bygge- og anlægsprojekter overgik alene Cahokia East St. Louis distriktet.:129 
Distriktet opstod nok sideløbende med at selve Cahokia blev grundlagt, omkring 1050.:210  Tidligt opførte man en jordhøj omkring en ældre køkkenmødding,:213  og 200 år senere:218  hævede i alt 45 menneskeskabte jordhøje sig i distriktet.:260  Ingen af dem eksisterer mere.:211 
En generel flytning fra land til by fandt sted de næste 50 år, så mindst 5.000 indbyggere levede i East St. Louis distriktet ved indgangen til 1100-tallet.:258  En fjerdedel eller flere:259  var tilflyttere fra fjerne egne som Arkansas og Indiana, der følte sig draget af det banebrydende sociale/kulturelle/religiøse eksperiment, der pågik i Greater Cahokia.:256 
Der er fundet spor efter 1500 hytter og andre bygninger som rådslagningshuse eller templer:257  på et 11 hektar stort område. En gren- og stråhytte holdt 10 til 15 år, hvorpå en ny blev bygget på pladsen.:218  Højtstående familier boede i vinkel- eller T-formede huse:220  i særlige bydele, der var tætbebyggede, men mærkeligt nok kun tyndt befolket.:258 
I starten af 1100 tallet hævede og nivellerede bybefolkningen en del af distriktet i Mississippi floddalen ved at påfylde sand- og leragtige materialer. I en periode fungerede det hævede område måske som et åbent torv; et gennemgående element i cahokianernes byplanlægning var store centerpladser.:213  Nye bygninger kom til, f.eks. en rotunde med en diameter på 27 meter.:212 
Fra 1150 fik distriktet over 100 nye hytter,:210  der nogle steder stod så tæt som tre hytter pr. 100 m2. Størrelsen varierede fra fire til 23 m2.:215  Hytterne var ikke ordinære hjem, for de var sjældent beboet. Hyttebyen var omgivet af et dobbelt hegn eller palisade. Alle hytterne brændte omkring 1160-1170, tilsyneladende antændt efter en plan og som et ritual, idet bydelen ikke blev genopført.:219 
Inden starten på 1200-tallet:217  stod Cemetery Mound færdig, nok 100 meter lang og 12 meter høj. Den var bygget op omkring en mindre og tidligere anlagt høj, hvor flere afdøde var blevet begravet i to adskilte grupper, alt efter deres højde. Ved gravhøjens destruktion senest i 1870erne kom meget gravgods i form af f.eks. rørformede kunstperler, lertøj og stenredskaber til syne blandt skeletterne.:211 
En ny tid med udvandring fra distriktet fulgte.:41  Store, folkelige anlægsprojekter som bygningen af et par jordhøje fortsatte,:222  men visse typer helligdomme, som huse i vinkel- og T-form, blev ikke opført mere. De store ceremonier og fester, der havde knyttet bybefolkningen sammen før, ophørte på samme tid.:41 
Omkring 1300 eller senest 1350 var East St. Louis distriktet praktisk talt ubeboet.:136 

### St. Louis distriktet
St. Louis distriktet lå lidt isoleret, idet Mississippi River adskilte det fra East St. Louis distriktet et par km østpå.:38 
Både distriktets 26 jordhøje:211  og sporene i jorden af en forhistorisk by gik tabt under storbyen St. Louis’ byggeaktiviteter i 1800-tallet. Mere eller mindre nøjagtige kort fra de første årtier af århundredet viser en åben plads omgivet af jordhøje anlagt i forskellig afstand fra torvet;:30  før St. Louis fik sit moderne navn, var den kendt som Mound City.:1 
I lighed med Greater Cahokias andre distrikter var St. Louis distriktet anlagt nær vand. Mississippi River løb mindre end 500 meter borte, og der var underjordiske vandløb eller fugtige kalkstenshuler under byen og jordhøjene, der var anlagt i et karstlandskab. Et jordfaldshul lå åbent mellem to anlagte jordhøje,:30  og ved foden af Big Mound førte en smal indgang ind til huler under jorden. Indgangen blev forseglet efter 1859 for at stoppe St. Louis’ drenge fra at skulke fra skole ved at gemme sig i hulesystemet. Big Mound eksisterede til 1869.:31 
Vest for St. Louis distriktet ligger Painted Cave. Væggenes malede figurer bestyrker visse arkæologer i deres formodning om, at vand i forskellige former og en magisk underverden var fascinerende elementer, der optog og greb folkemasserne, der samlede sig i Greater Cahokia efter 1050.:33  Egnens jordfaldshuller leverede rødt ”flint-ler” (”flint clay”), som skulptører forvandlede til bl.a. figurer af frøer med en ceremoni-rangle, der igen leder tankerne hen på vådområders centrale plads i cahokianernes verdensbillede.:138 